# Misión de Asistencia de las Naciones Unidas en Afganistán
La Misión de Asistencia de las Naciones Unidas en Afganistán (conocida también como UNAMA por las siglas en inglés de United Nations Assistance Mission in Afghanistan) es una misión política de la Organización de las Naciones Unidas creada a petición del gobierno de Afganistán para ayudar al pueblo afgano en el asentamiento de unas bases para la paz y el desarrollo. La misión se creó el 28 de marzo de 2002 tras la aprobación de la resolución 1401 del Consejo de Seguridad de las Naciones Unidas.
Su mandato original iba dirigido a apoyar la posición de la comunidad internacional plasmado en el Acuerdo de Bonn de diciembre de 2001. Revisado anualmente, el mandato se ha modificado con el paso de los años para acomodar las necesidades del país. El mandato actual de la UNAMA contempla los siguientes puntos: el apoyo al gobierno de Afganistán en sus esfuerzos por mejorar determinados aspectos críticos, como seguridad, gobernanza y desarrollo económico y cooperación regional; así como apoyar la implementación completa de compromisos mutuos derivados de la conferencia internacional en Londres de enero de 2010 y la posterior conferencia celebrada en Kabul en julio de 2010 que dieron como resultado la adopción de la Estrategia Nacional de Desarrollo del Afganistán y la Estrategia Nacional de Control de Drogas. Las líneas de trabajo claves de la UNAMA se centran en el fomento por el respeto a los Derechos Humanos, provisión de asistencia técnica, gestión y coordinación de toda la ayuda humanitaria de las Naciones Unidas y la reconstrucción y desarrollo de la economía afgana. Estas líneas de trabajo fueron respaldadas con la aprobación de la resolución 1662 del Consejo de Seguridad de marzo de 2006.

## Vigencia
La vigencia del mandato de la misión se ha renovado anualmente por el Consejo de Seguridad de Naciones Unidas. En marzo de 2018 fue renovado por un año más hasta marzo de 2019, segue la resolución 2405, votada por unanimidad del consejo.